# Квандо
Ква́ндо (порт. Cuando) — річка в Центральній Африці, притока Замбезі, найпотужніша з її правих приток. Довжина річища 731 км, площа басейну 97 778 км².
Квандо починається в центральній Анголі на плоскогір'ї Біє і тече порожистим річищем на південний схід. В середній течії протягом 225 км її русло пролягає вдовж кордону Анголи з Замбією. Незадовго до кінця своєї течії річка досягає кордону Анголи з Намібією біля Конголи і повертає на південь, перетинаючи Смугу Капріві — східній виступ намібійської території, який тягнеться до самої Замбезі. Місцеве населення називає її тут Лін'янті. Ще 10 000 років тому Квандо продовжувала текти звідси на південь і вливалася в озеро Макгадікгаді, яке тоді існувало на місці дельти Окаванго, але зараз вона робить різкий заворот на схід, утворюючі південній кордон Смуги Капріві з Ботсваною. На цьому завороті Квандо приймає до себе одне зі східних відгалужень дельти Окаванго, яким води Окаванго досягають Квандо (і Замбезі) лише під час надзвичайно високих повеней.
На території Смуги Капріві річка розливається численними рукавами, заболочуючи довколишню місцевість і створюючи так звані болота Лін'янті площею 1 425 км². Болота тягнуться довкола річища Квандо і сезонного озера Ліамбеши (Ліамбезі), через яке річка протікає протягом свого східного відрізку перед злиттям з Замбезі. Незадовго до злиття обидві річки перетинають базальтовий кряж, який утворює на Замбезі пороги Мамбова, а на Квандо — пороги Касане. На відрізку від озера Ліамбеши до злиття з Замбезі річка має місцеву назву Чобе.
Рівень води в Квандо починає підвищуватись на кордоні Смуги Капріві в травні; пік повені спостерігається в червні.
Квандо зливається з Замбезі навпроти Казунгули (Замбія), де сходяться кордони чотирьох африканських держав: Замбії, Намібії, Ботсвани та Зімбабве.